# Jiuzhai Huanglong Airport
Jiuzhai Huanglong Airport (kinesiska: 九寨黄龙机场, Jiǔzhài Huánglóng Jīchǎng, 九寨黃龍機場, 九寨沟机场, 九寨溝機場) är en flygplats i Kina. Den ligger i provinsen Sichuan, i den sydvästra delen av landet, omkring 250 kilometer norr om provinshuvudstaden Chengdu.
Runt Jiuzhai Huanglong Airport är det glesbefolkat, med 8 invånare per kvadratkilometer. Trakten runt Jiuzhai Huanglong Airport består i huvudsak av gräsmarker.
Genomsnittlig årsnederbörd är 1 102 millimeter. Den regnigaste månaden är maj, med i genomsnitt 203 mm nederbörd, och den torraste är december, med 4 mm nederbörd.